# Cadena de rodets

Cadena de rodets.

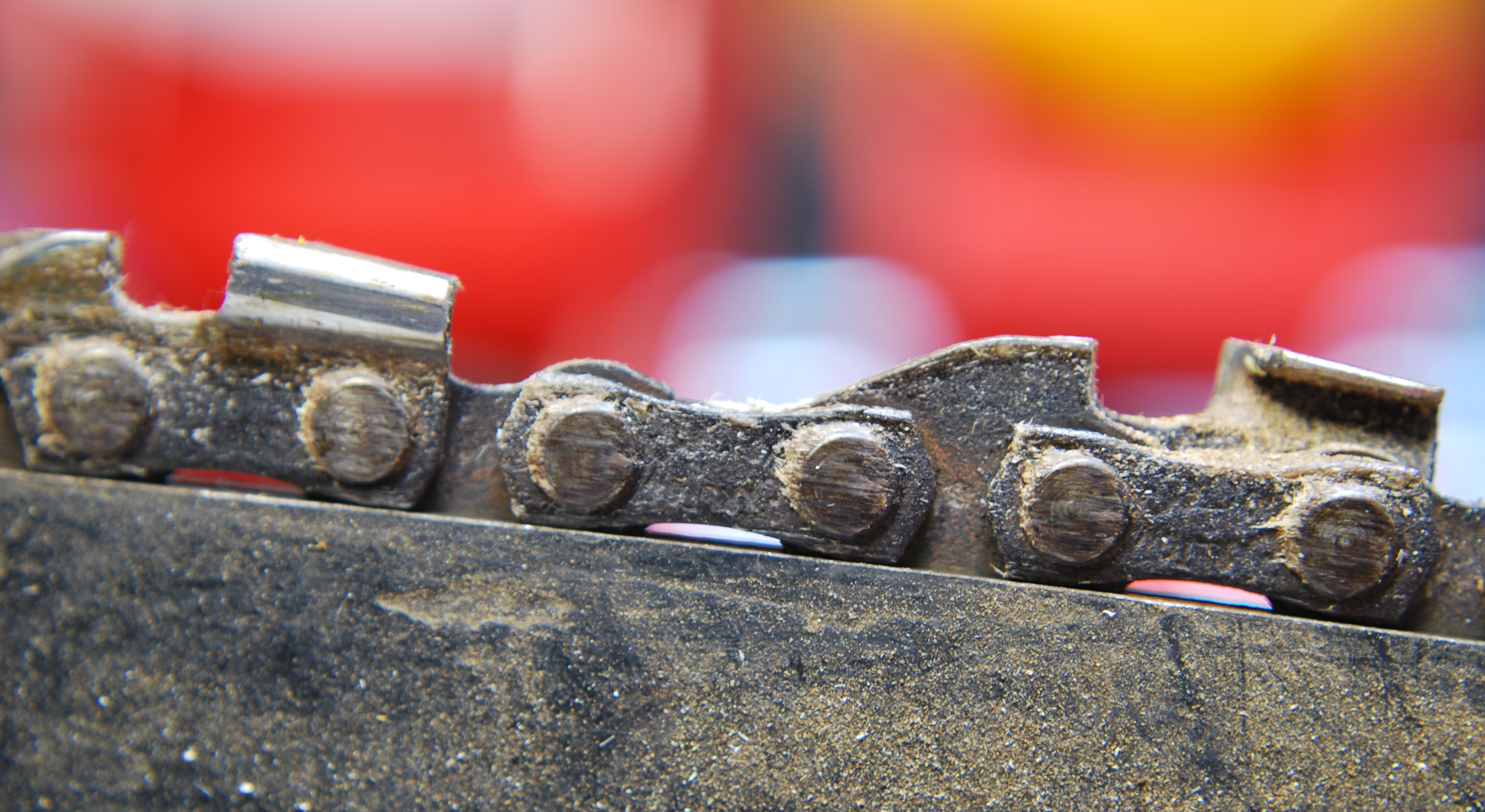
Detall de la cadena d'una motoserra.

Una cadena de rodets és un element de transmissió de potència. Es tracta d'una variant particular del cas general de cadena de transmissió (Per exemple, un altre tipus de cadena metàl·lica és la cadena silenciosa Morse). Una de les disposicions típiques consisteix en un arbre de potència amb una roda dentada de potència (solidària amb l'arbre), un arbre receptor amb la seva roda dentada corresponent i la cadena de rodets (tancada sobre si mateixa) que uneix les dues rodes esmentades.
Hi ha aplicacions particulars que aprofiten la capacitat de resistir esforços de tracció de la cadena de rodets per a usar un tros de cadena per a transmetre forces entre dues peces d'un conjunt mecànic (una peça motriu i l'altra receptora).
Una aplicació especialitzada de les cadenes de rodets és la dels seu ús en serres mecàniques.

## Història
Tot i que hi ha dibuixos de Leonardo da Vinci que mostren cadenes metàl·liques de transmissió molt semblants a les cadenes de rodets, l'invent d'aquestes s'atribueix a Hans Renold, un enginyer suís establert a Anglaterra (1880).De fet en 1829 va ser presentada una patent per l'artista gravador i inventor francès André Galle (1761-1844), que va posar en marxa una industrialització a petita escala. En molts llibres tècnics en francès de finals del segle xix i principis del XX les cadenes de rodets tipus motocicleta o bicicleta es diuen «cadena Galle» ( chaine Galle ).

## Construcció
Una cadena de rodets típica consta de dues menes de baules: les baules “interiors” i les baules “exteriors”.
Cada baula consta de dues plaquetes o galtes (peces planes en forma de 8 amb dos forats). Les plaquetes exteriors estan més separades que les plaquetes interiors i van muntades just per fora d'aquestes, amb els traus coincidents. Les plaquetes així muntades, van unides per passadors reblats sobre els que, prèviament al reblat, hi ha muntats un coixinet i un rodet (en cada passador).

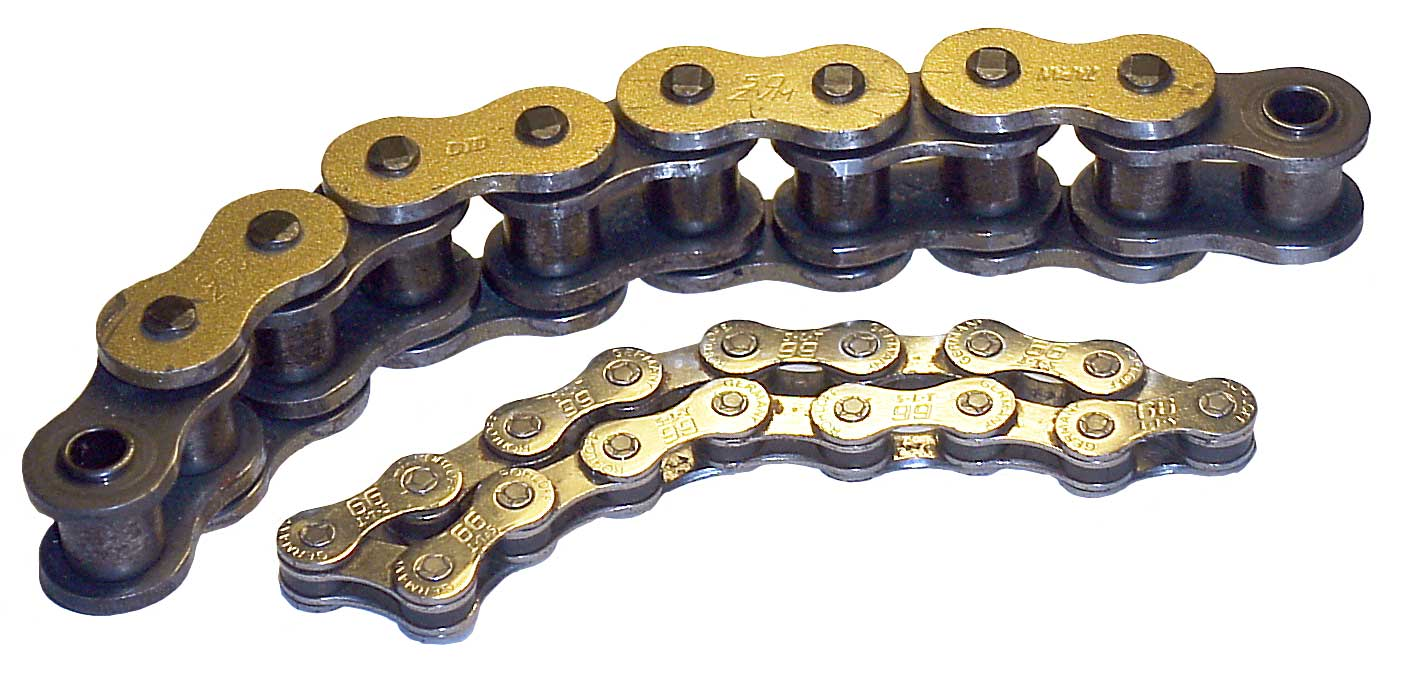
Fragments de cadenes de motocicleta i bicicleta.
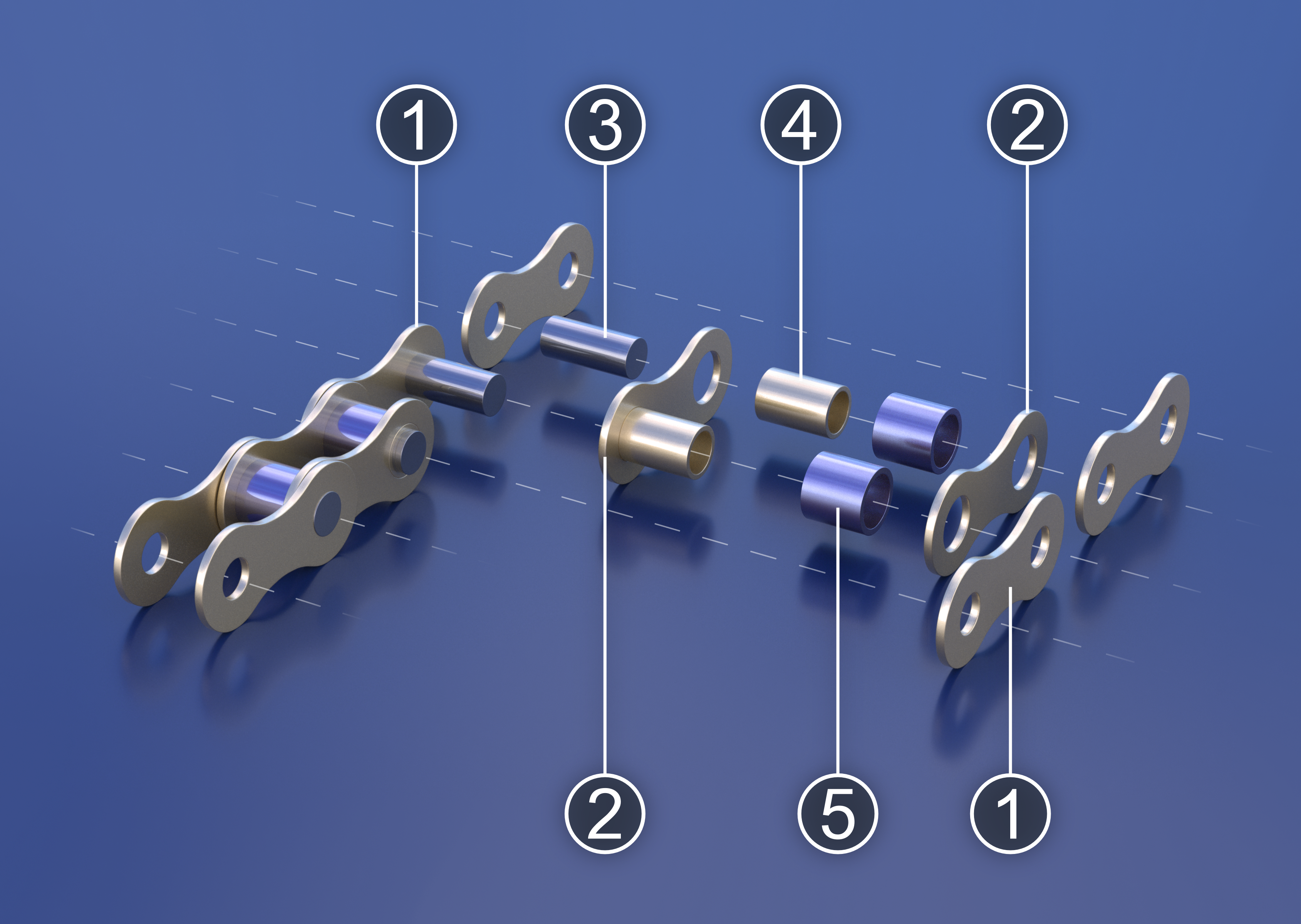
Peces d'una cadena de rodets: 1. Plaqueta exterior, 2. Plaqueta interior, 3. Passador, 4. Coixinet, 5. Rodet

### Tancament

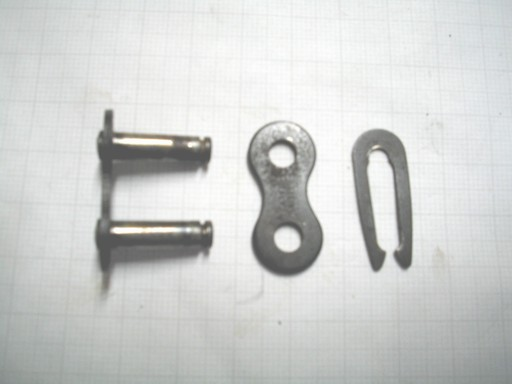
Baula mestra d'una cadena de bicicleta

En aplicacions habituals les cadenes de rodets adopten una forma de bucle tancat.
A partir de la llargària correcta cal unir les baules dels extrems amb un tancament adequat. Aquest tancament es pot fer a fàbrica, reblant les baules indicades com les altres de la cadena.

#### Tancament per baula mestra
La baula mestra es pot desmuntar amb facilitat. Es tracta d'una baula de les anomenades « exteriors », amb les plaquetes més separades. En una de les plaquetes hi ha dos passadors especials reblats, cadascun amb una ranura a l'altre extrem. L'altra plaqueta és desmuntable i, quan es munta, va fixada per un fiador elàstic de tipus circlip.
- En una cadena de transmissió el circlip ha de muntar-se amb la part oberta mirant enrere, considerant el sentit de desplaçament de la cadena.

#### Tancament per reblat in situ
El fabricant pot subministrar la cadena oberta amb un passador sense reblar. El tancament l'ha de fer l'usuari in situ.

#### Eina de cadenes
Un obrecadenes o eina de cadenes és una eina especial que permet obrir i tancar cadenes de rodets amb relativa facilitat.

## Lubricació

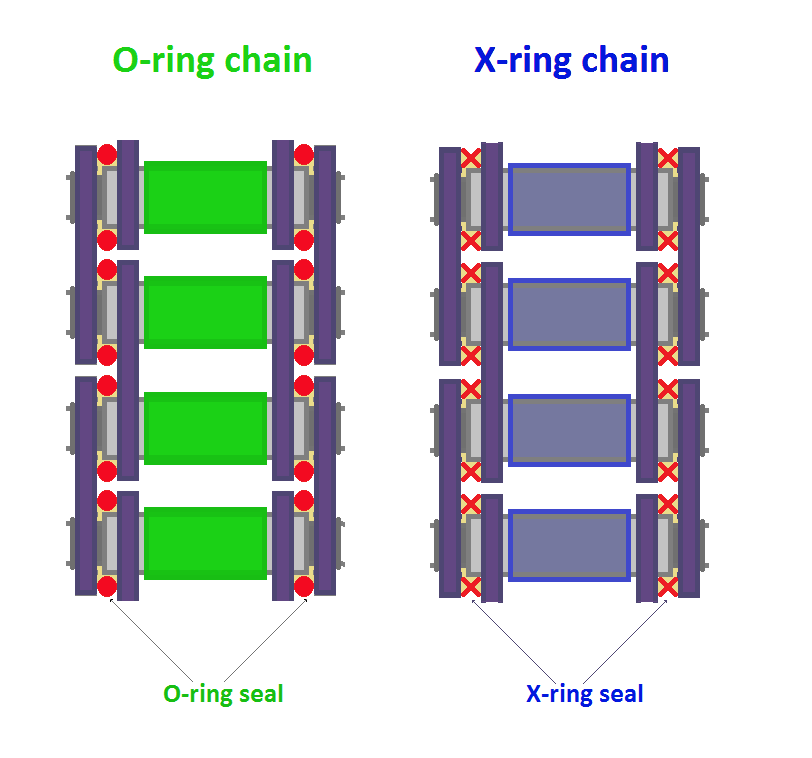
Cadena segellada tipus "junta tòrica" i cadena tipus "junta X".

Les cadenes de rodets són un conjunt de peces, en la majoria de casos d'acer, que estan en contacte, amb moviment relatiu entre aquestes peces i forces de contacte importants. Una lubricació adequada permet reduir el fregament i el desgast, i augmentar el rendiment.
Quan la cadena està exposada al aire lliure (bicicletes, motocicletes, motoserres…) la neteja i el greixat s'acostument a efectuar manualment. A vegades amb algunes eines especialitzades.
En aplicacions de velocitats grans i esforços importants les cadenes acostumen a anar protegides i aïllades de l'exterior per un càrter o similar.
Per a millorar el greixat hi ha dos sistemes principals : les cadenes de transmissió segellades i les cadenes amb coixinets sinteritzats impregnats d'oli (Duralube, Lambda…).

## Muntatge
Les cadenes de rodets poden adoptar configuracions molt diverses. La més bàsica és el conjunt “roda dentada motriu/cadena/roda dentada d'arrossegament”. Hi ha casos més complexos que consten, a més, de rodes boges de guiatge, tensors, rodes d'arrossegament múltiples, ... etc

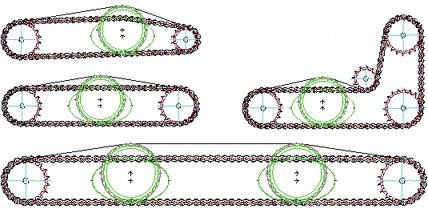
Configuracions diverses amb una cadena de rodets. Les rodes verdes indiquen rodes de tensionament
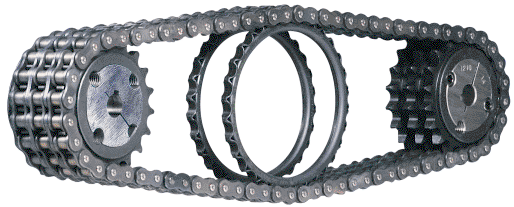
Cadena triple amb dues rodes tensionadores boges (que giren lliures)

## Usos

### Automòbils, motocicletes i bicicletes

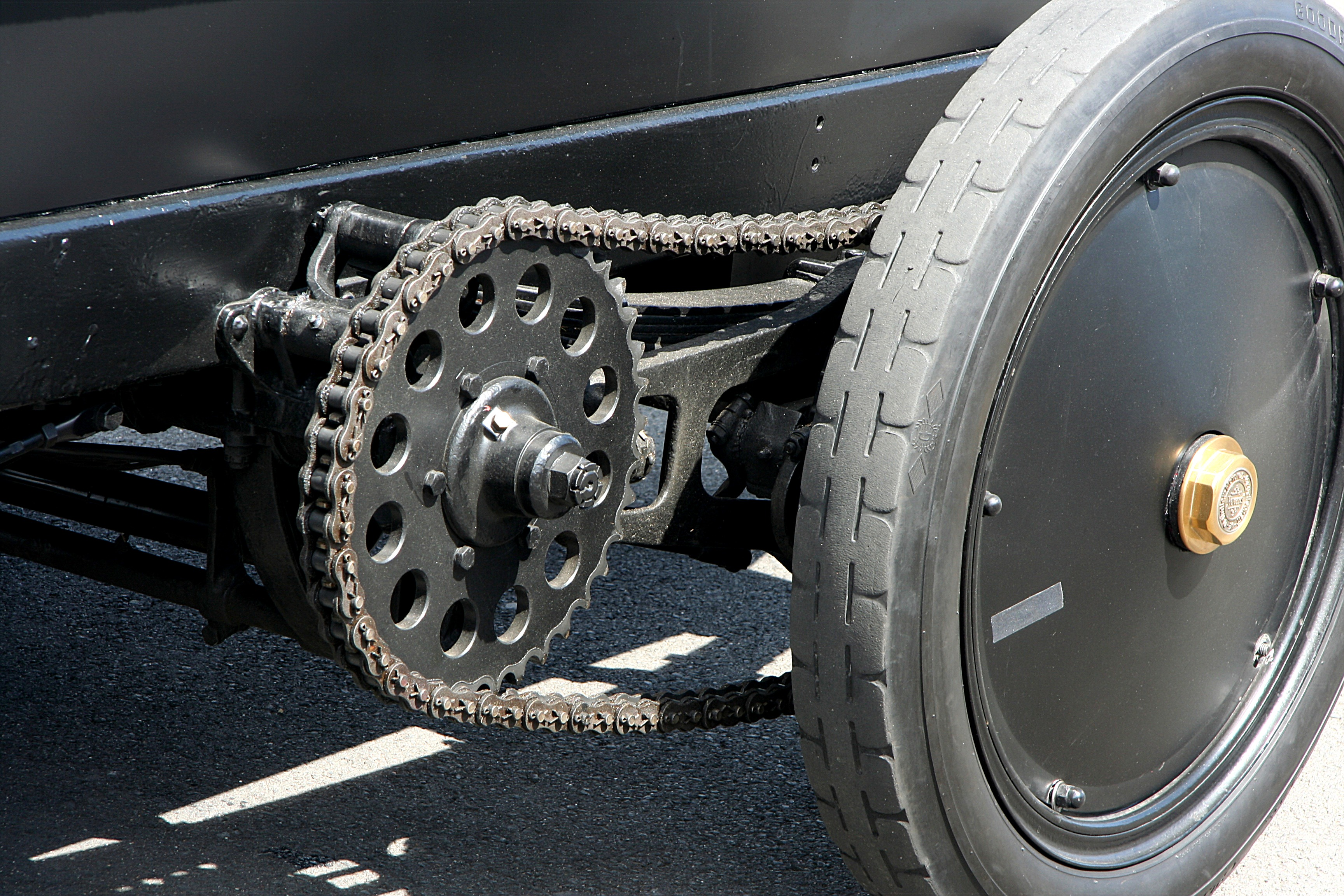
Cadena de transmissió final d'un automòbil
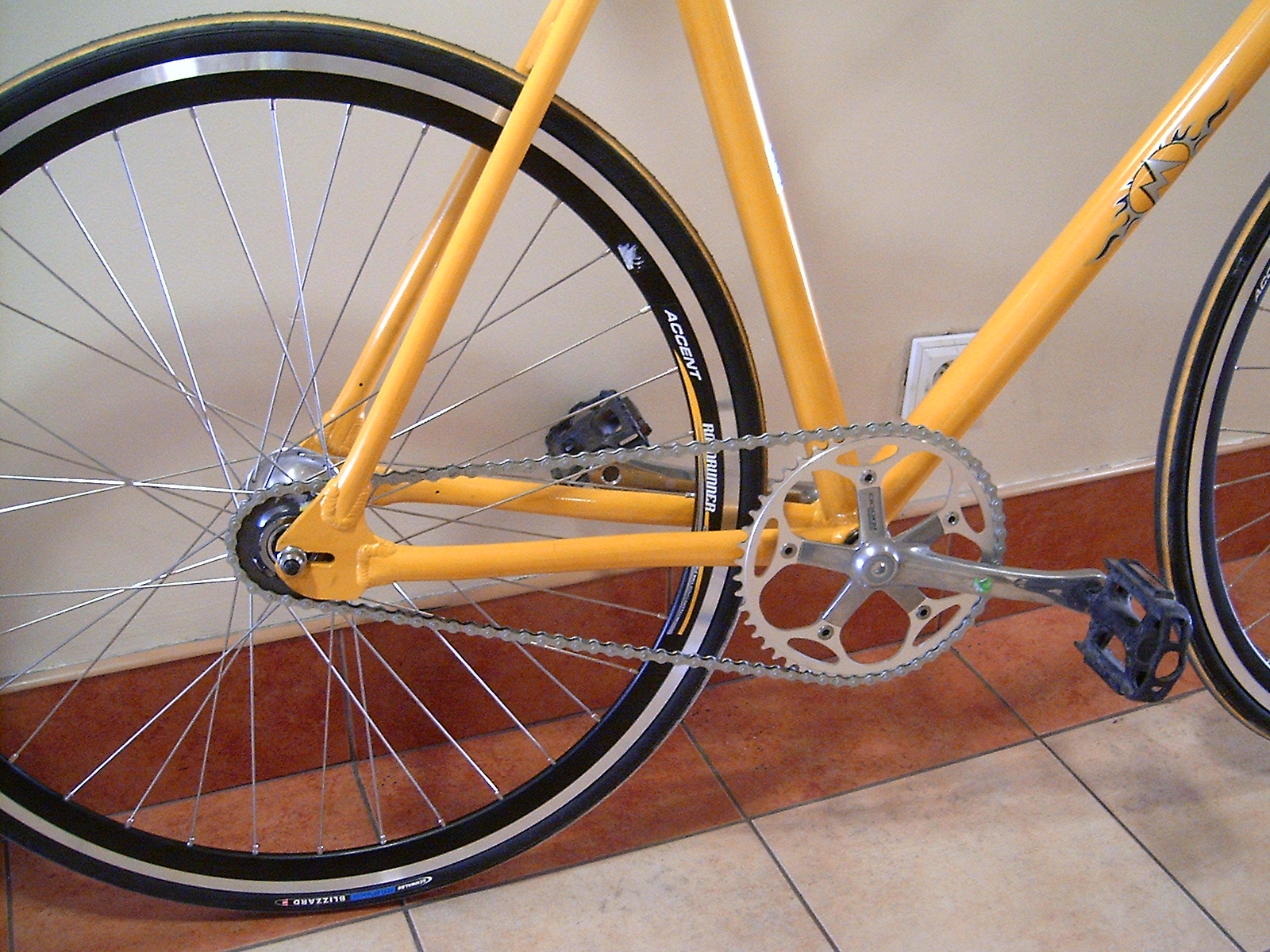
Cadena de bicicleta d'un pinyó únic. El plat multiplica la velocitat del pinyó
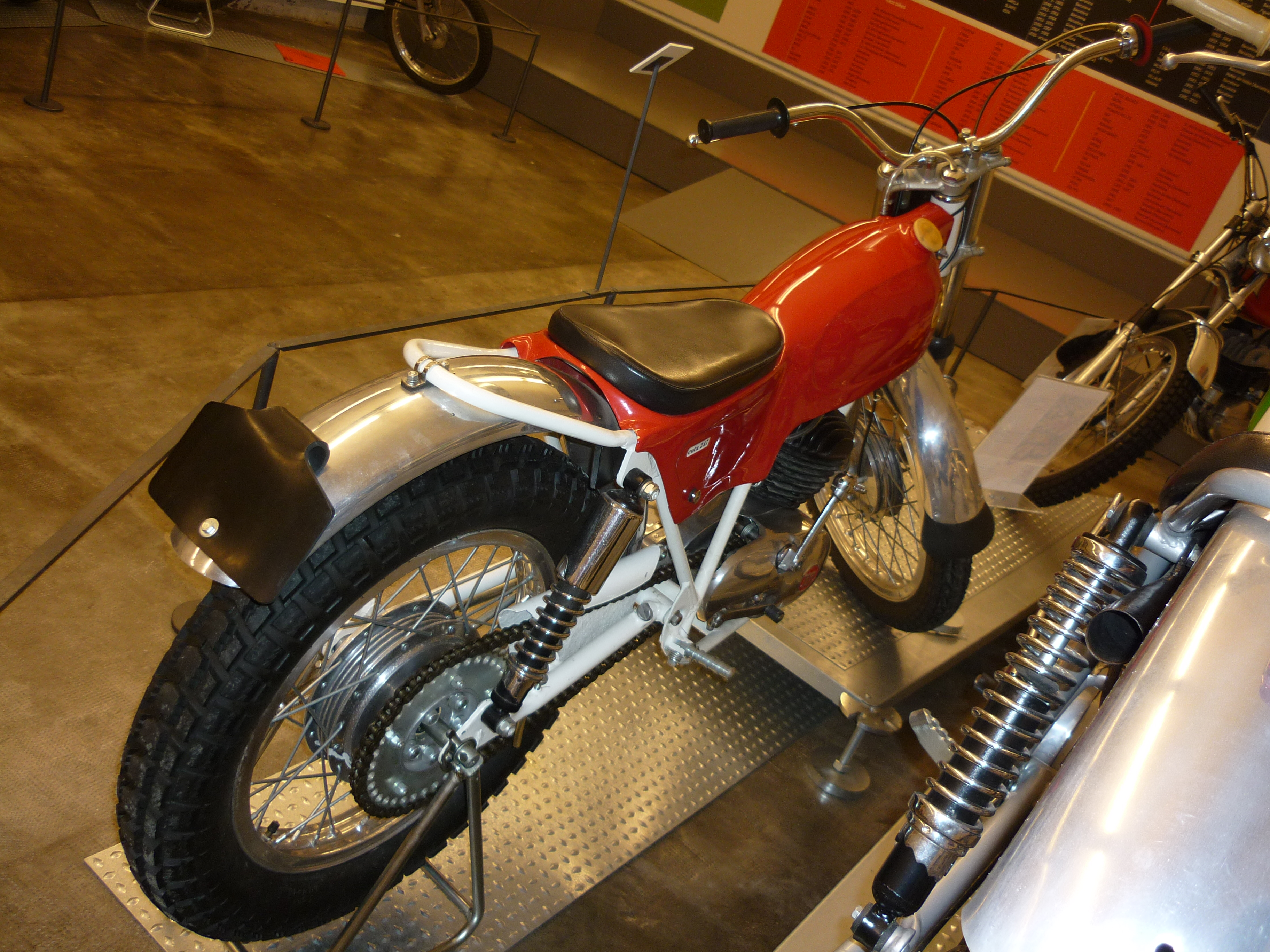
Montesa Cota 247, amb transmissió final per cadena de rodets.

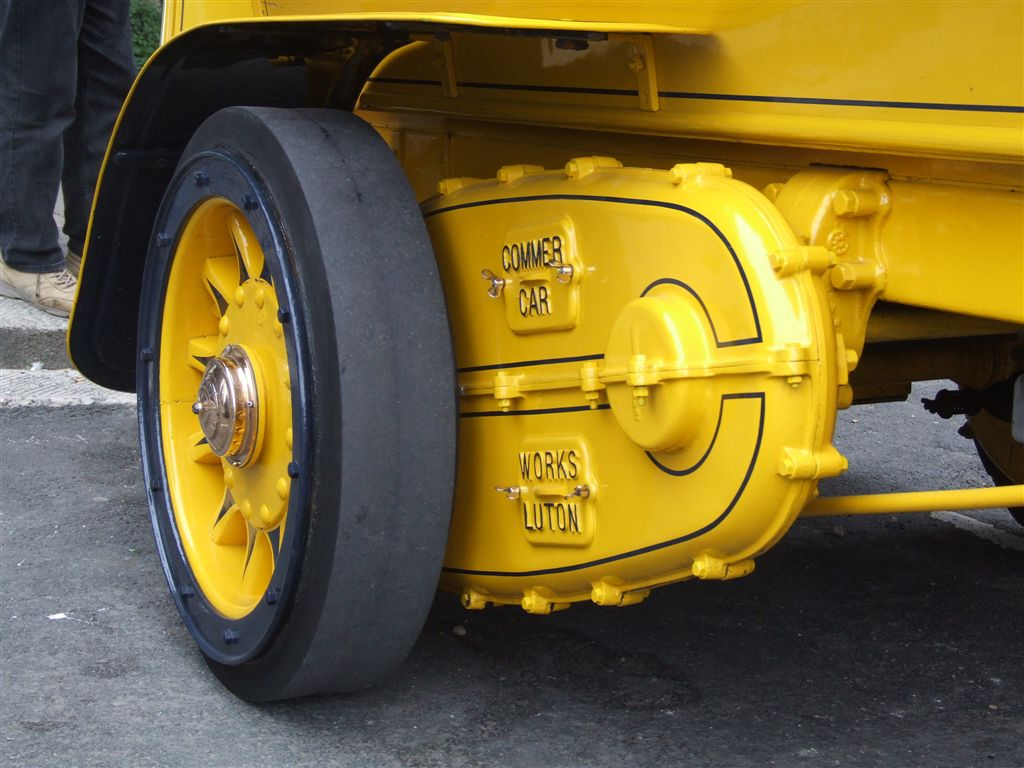
Cadena de transmissió protegida en un automòbil Commer
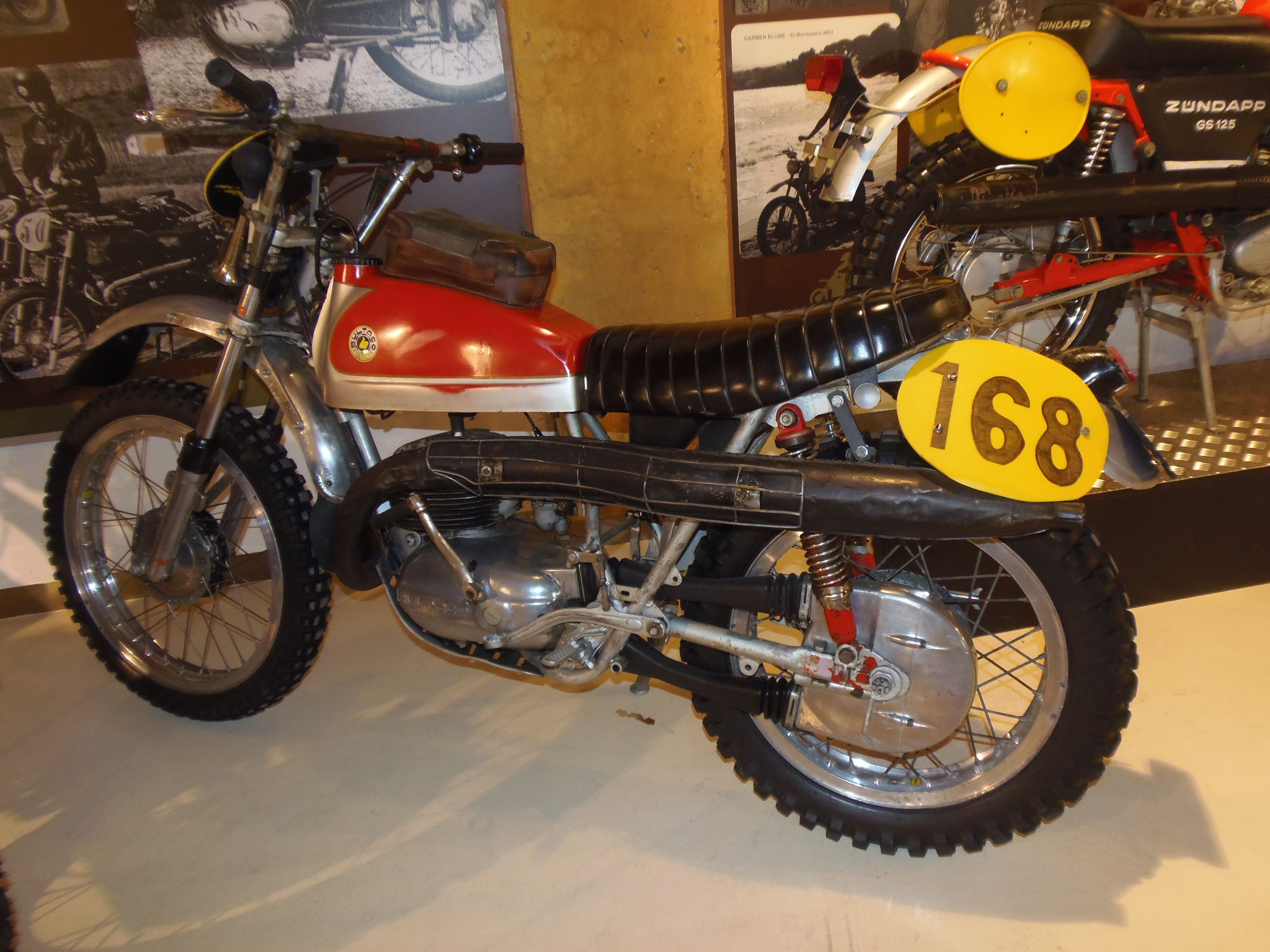
Cadena de transmissió protegida en una Bultaco Matador MK4 SD (1972)

### Distribució de motors

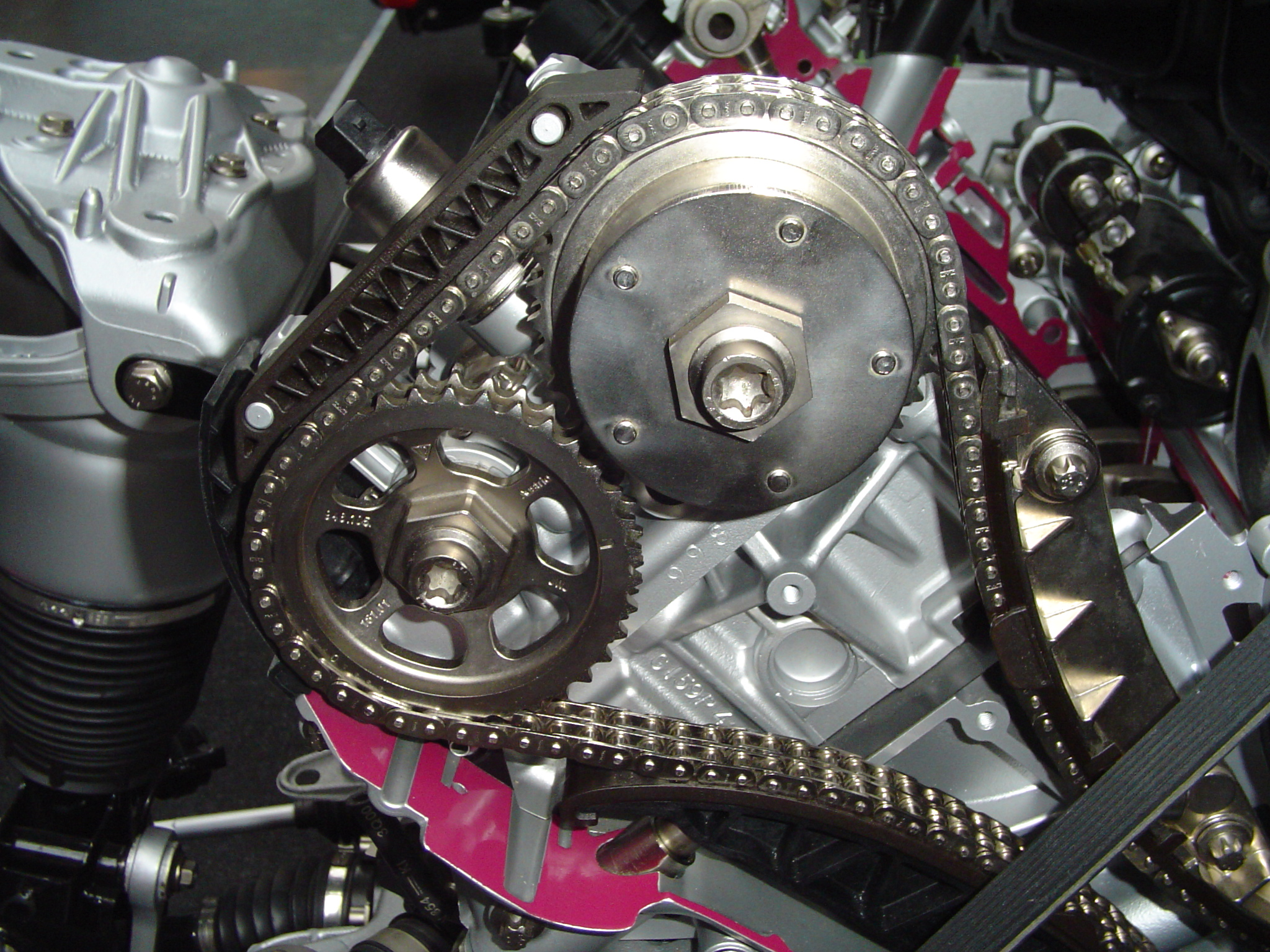
Cadena de rodets doble en la distribució d'un motor.
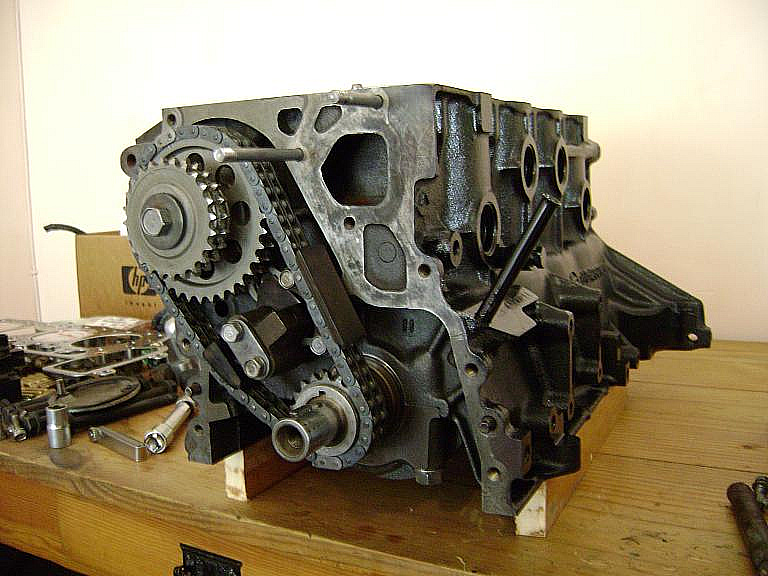
Cadena de distribució d'un motor OHV.
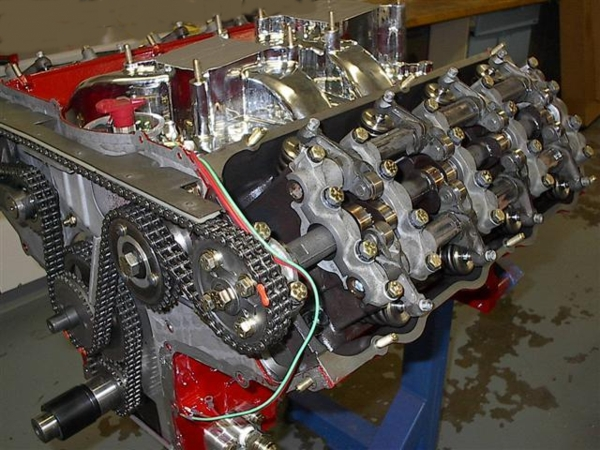
Cadena de distribució d'un motor SOHC (Single overhead camshaft: Simple arbre de lleves en culata).

### Transmissió primària de motors
En molts vehicles a motor, especialment en motocicletes, el camí de la potència és el següent: cigonyal, roda dentada, cadena, roda dentada, embragatge, caixa de canvis, pinyó, cadena final, roda dentada, roda. Dels elements anteriors, els tres que hi ha a partir del cigonyal (roda dentada, cadena, roda dentada) formen la que s'anomena "transmissió primària per cadena". Algunes de les cadenes de la transmissió primària són cadenes de rodets. (També són freqüents les cadenes Morse).

### Aplicacions especials

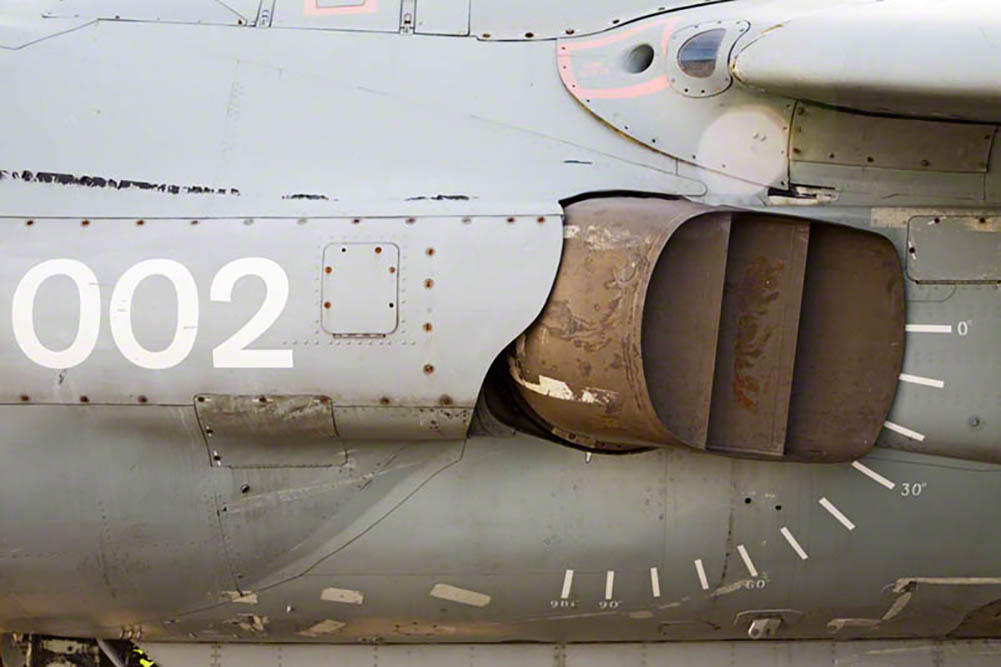
Tovera orientable del caça Sea Harrier FRS2 ZA195.

Hi ha moltes aplicacions particulars basades en les rodes dentades i les cadenes de rodets: sistemes per a obrir i tancar portes, escales automàtiques, muntacàrregues, desplegament d'escales, comandament de grúes i similars,...
- En els avions Harrier, l'envolament i l'aterratge vertical es basen en quatre toveres orientables (des de l'horitzontal fins a la vertical; 90 graus en total). El gir de les toveres es realitza mitjançant un motor d'aire comprimit i una cadena de rodets per a cada tovera.[12]

## Normes
Les cadenes de rodets es fabriquen segons normes. Les normes determinen dimensions, materials, qualitats i altres detalls.
- NORMA EUROPEA - Cadena simple - DIN 8187 - ISO - R606
- ANSI standard B29.1-2011 (Precision Power Transmission Roller Chains, Attachments, and Sprockets).[13]